# ボーキサイト

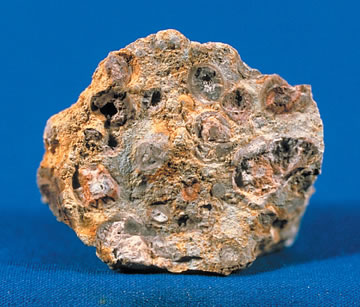
ボーキサイト

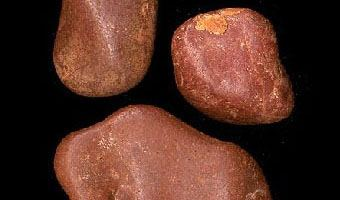
ボーキサイトの小粒

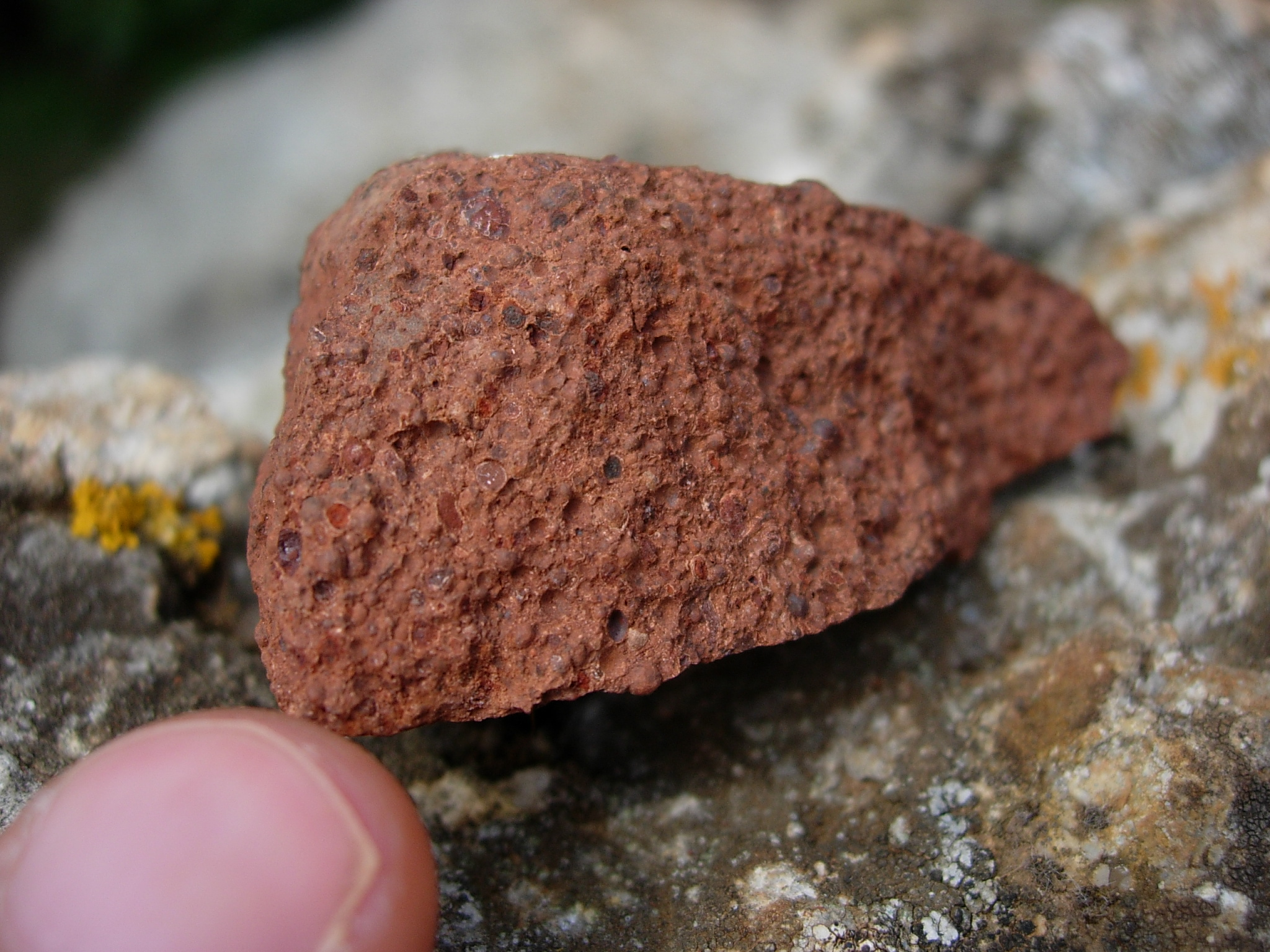
ボーキサイト

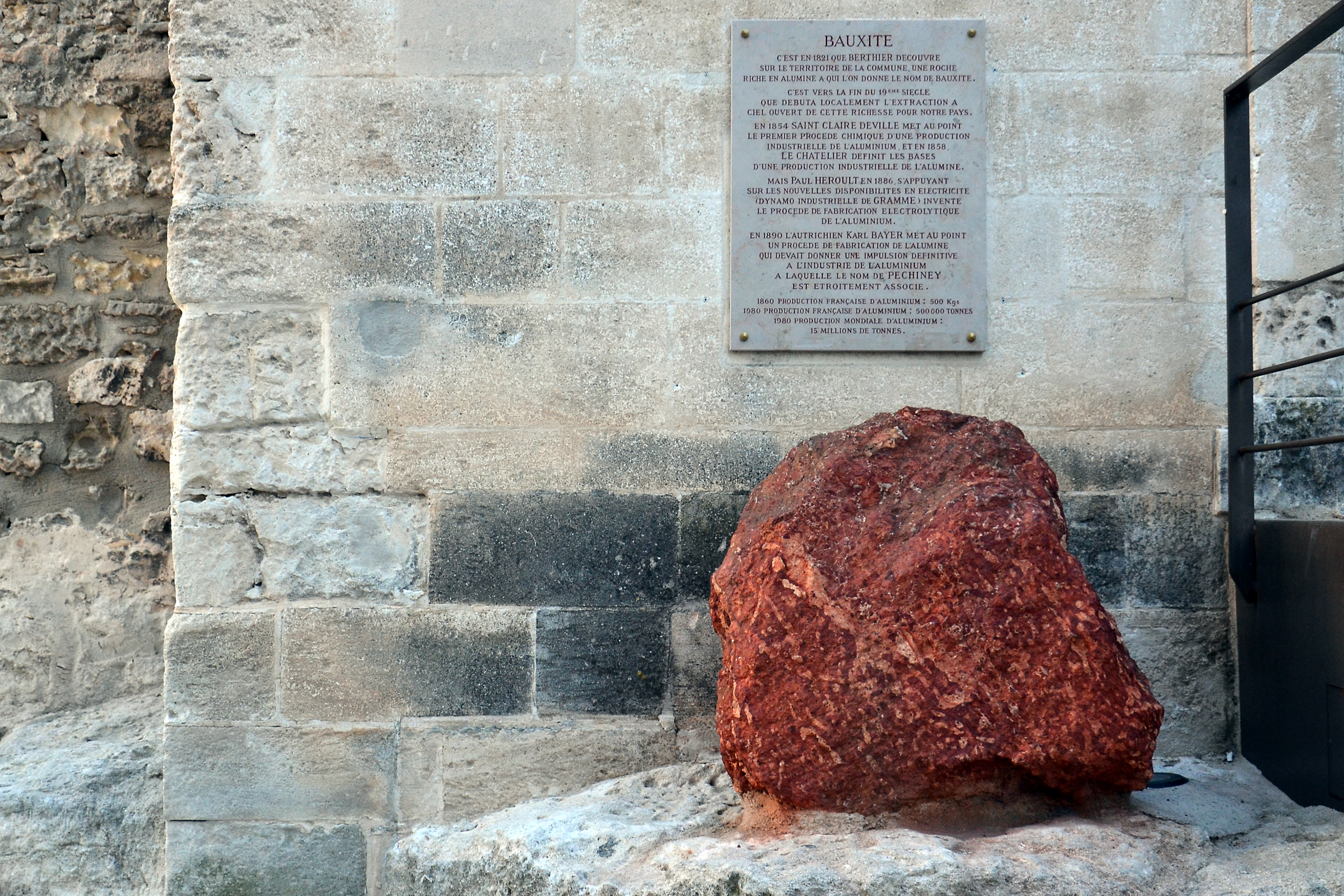
ボーキサイト（レ・ボー＝ド＝プロヴァンスにて）

ボーキサイト（英: bauxite、鉄礬土（てつばんど））は、酸化アルミニウム（Al2O3, アルミナ）を 52ないし57パーセント含む鉱石である。実際には、ギブス石 (gibbsite, Al(OH)3), ベーム石 (boehmite, AlO(OH))、ダイアスポア (diaspore, AlOOH) などの水酸化アルミニウム鉱物の混合物であり、鉱物ではなく岩石である。アルミニウムの原料である。
ボーキサイトの名は、フランスの都市レ・ボー＝ド＝プロヴァンス (Les Baux-de-Provence) に由来する。発見者はピエール・ベルチェ（1821年）。

## 性質・特徴
色彩は変化に富み、赤灰色を基調とし、白色、黒色、緑色を帯びることがある。形状は豆状である。比重は 2.5、硬度は 1 - 3 とやわらかい。
酸化アルミニウムは風化に強い抵抗性を示す。そのため、二酸化ケイ素 (SiO2) に対して酸化アルミニウムの比率が高い岩石が風化を受けると、熱帯性土壌であるラテライトを経てボーキサイトが生成すると考えられている。また、アルミノケイ酸塩はコロイドになりやすく、河川水によって海まで運ばれるが、酸化アルミニウム、酸化鉄(III) (Fe2O3) 、二酸化チタンなどはコロイドになりにくいので残りやすい。熱帯雨林では風化が早く進むため、ボーキサイト鉱床は熱帯雨林地域または過去に熱帯雨林であった地域に多く見つかる。
なお、ボーキサイトの粉末を吸い込むことで起こる塵肺の一種「ボーキサイト肺」は進行速度が極めて速く、4年ほどで死に至るため、ボーキサイトを長時間扱う際は防塵マスクの着用が推奨される。

## 用途・加工法
アルミニウムの原料以外に、耐火用混合材、研磨材、アルミナセメントの素材として用いる。比熱が大きいので、ソーラーハウスの蓄熱材として用いる場合もある。
アルミニウムは非常にありふれた元素であり、地殻内では3番目に多く存在するとする説もあるが（クラーク数を参照のこと）、そのほとんどがアルミノケイ酸塩として存在する。アルミノケイ酸塩は、ケイ素との結合が強く精錬が難しいため、金属アルミニウムをボーキサイト以外の鉱石から取り出すのは経済的に見合わない。

### アルミニウムの精錬
ボーキサイトからアルミニウムを精錬するためには、まず不純物である二酸化ケイ素と酸化鉄(III)を除く必要がある。ボーキサイトを加圧、加熱下で濃水酸化ナトリウム溶液に浸すと、ケイ酸塩のほか、酸化アルミニウムがテトラヒドロキシドアルミン酸Naとして溶け出す。不純物である水酸化鉄は不溶性であるため、沈殿するので分離し除去する（赤泥）。上澄み水溶液を取り出して冷却し、結晶核として水酸化アルミニウムの結晶を加えて静置すれば、粒状の水酸化アルミニウムが沈殿し（白泥）、ケイ酸塩その他は水溶液に残る。沈殿した水酸化アルミニウムを分離・水洗し、焼成することでアルミナ（酸化アルミニウム）を得る。こうしたボーキサイトからアルミナを得る工業的手法をバイヤー法と呼ぶ。氷晶石 (Na3AlF6) にアルミナを5%程度混合し、陽極に炭素電極を用いて融解塩電解することにより（ホール・エルー法）、陰極に単体のアルミニウムが得られる。

## 産出地

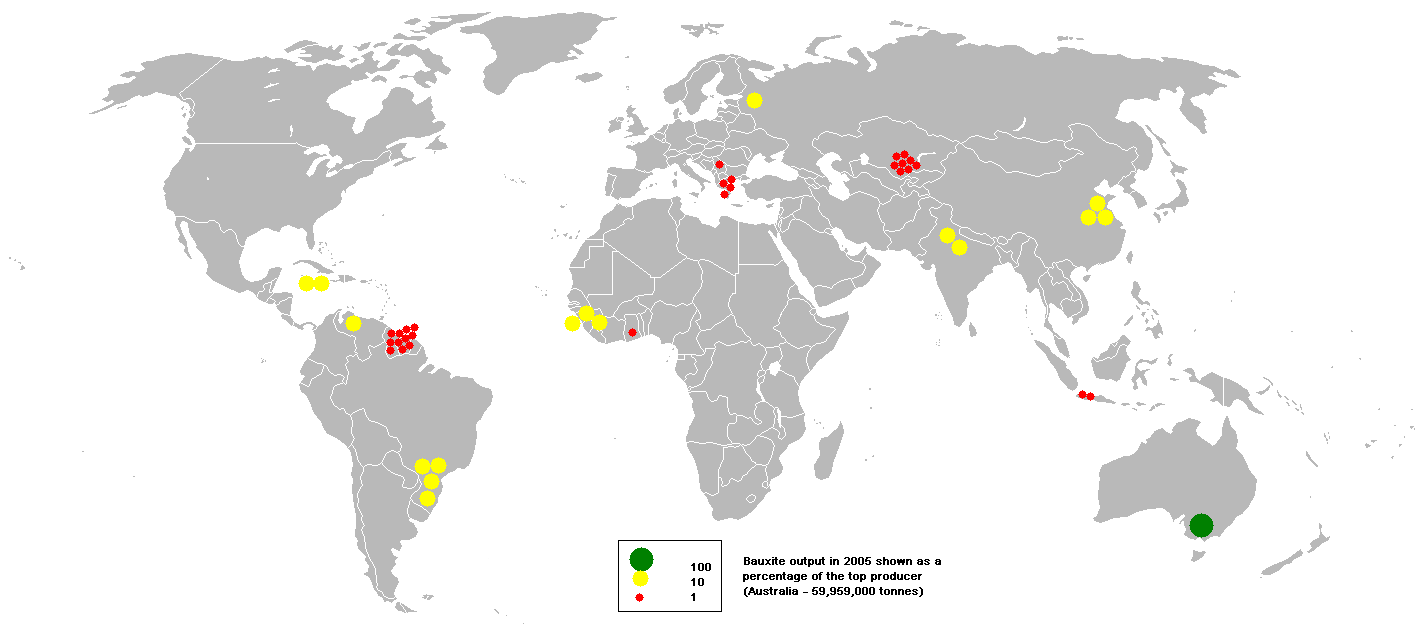
ボーキサイトの産出量（2005年）

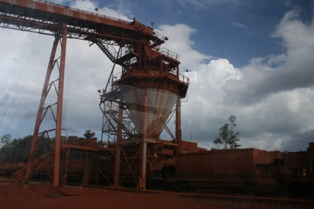
オーストラリアのウェイパにある世界最大級のボーキサイト鉱山

ボーキサイト産出量ではオーストラリア、中国、ギニアが1位から3位を占めている。2017年には中国のアルミニウム生産高が世界の半分を占めて第１位となり、ロシア、カナダ、インドが続いている。アルミニウムの需要は急拡大しているが、ボーキサイトの確認埋蔵量は世界の需要を今後数世紀に渡って充足し得るほど十分なものである。全世界的な省エネ化・省資源化の趨勢から、新しくアルミニウム地金を作るよりも電力コストを抑えられるリサイクルが進んでおり、ボーキサイト資源の可採年数は伸びつつある。
| 国名           | 産出量 | 資源量    | 生産シェア |
| -------------- | ------ | --------- | ---------- |
| ギニア         | 4,500  | 740,000   | 15.0%      |
| オーストラリア | 8,300  | 600,000   | 27.6%      |
| ベトナム       | 200    | 370,000   | 0.7%       |
| ブラジル       | 3,600  | 260,000   | 12.0%      |
| ジャマイカ     | 810    | 200,000   | 2.7%       |
| 中国           | 6,800  | 100,000   | 22.6%      |
| インドネシア   | 360    | 100,000   | 1.2%       |
| ガイアナ       | 150    | 85,000    | 0.5%       |
| インド         | 2,700  | 83,000    | 9.0%       |
| ロシア         | 560    | 50,000    | 1.9%       |
| ギリシャ       | 180    | 25,000    | 0.6%       |
| サウジアラビア | 390    | 21,000    | 1.3%       |
| カザフスタン   | 500    | 16,000    | 1.7%       |
| マレーシア     | 100    | 11,000    | 0.3%       |
| アメリカ合衆国 | W      | 2,000     | -          |
| その他         | 903    | 320,000   | 3.0%       |
| 全世界計       | 30,000 | 3,000,000 | -          |

1. ↑  生産企業の非開示情報を含むため数値なし

2010年11月にベトナムのグエン・タン・ズン首相は、同国のボーキサイト埋蔵量は世界最大となる110億トンと発表した。